# Villa Bonnabel

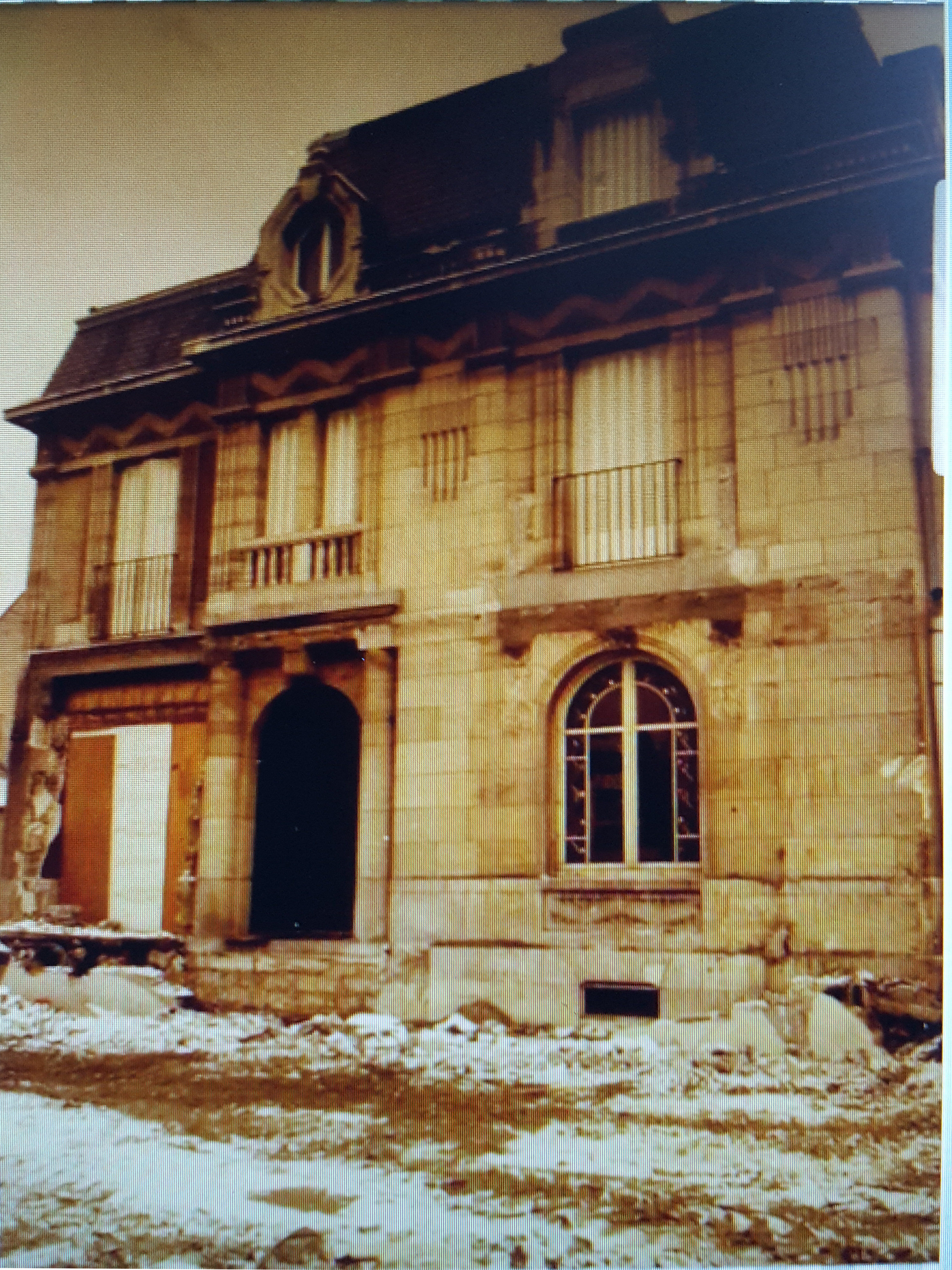
Villa Bonnabel Nancy avant restauration.

La Villa Bonnabel est un édifice situé, du 107 au 111 avenue du Général-Leclerc, dans la ville de Nancy, dans la Meurthe-et-Moselle en région Lorraine (Grand Est).

## Historique
La villa est construite en 1927 par le maître d'oeuvre Thiebaut. Les vitraux sont de Georges Janin.
Les façades et les toitures, les intérieurs en rez-de-chaussée y compris les vitraux sont inscrits au titre des monuments historiques par arrêté du 13 octobre 1987.
Dans les années 1970, une station service de carburants avait été édifiée collée à l'entrée de la villa (Shell ?), les murs d'enceinte du jardin démolis pour l'accès des véhicules, une baie vitrée murée, une catastrophe, heureusement celle-ci a été démolie dans les années 1980, la villa sauvée a retrouvé son aspect originel avec son mur d'enceinte et ses grilles.